# Огненная Земля (национальный парк)
Огненная Земля (исп. Parque Nacional Tierra del Fuego) — национальный парк в южной части аргентинского сектора острова Огненная Земля (Исла-Гранде), расположен в 11 км западнее Ушуаи.
Парк был создан 15 октября 1960 года и расширен в 1966 году. Сегодня его площадь составляет 630 км². Парк является самым южным национальным парком планеты и первым в Аргентине, образованным на морском побережье. По классификации IUCN отнесён ко II категории.
В национальном парке находятся конечные точки Панамериканского шоссе и самой южной в мире железной дороги (Поезд на краю света). В территорию парка включено озеро Рока и часть озера Фаньяно. Южная часть национального парка — северное побережье пролива Бигля.

## Климат
Парк расположен в зоне умеренного климата, для которого характерны частое выпадение осадков, туманы и сильные ветра.
Основное направление ветров — западное.
Среднегодовое количество осадков составляет до 700 мм. Пик выпадения осадков приходится на период с марта по май.
Средняя температура летнего периода составляет 10 °C, и зимнего — около 0 °C.
Среднегодовые температуры, зафиксированные для близлежащего города Ушуая, составили 5,4 °C, с максимальной температурой в 14,2 °C и минимальной −2,4 °C.

## География
До высоты 500—600 м над уровнем моря на территории расположены Магеллановы леса, выше — андская горная растительность, на вершинах — ледники. Ландшафт парка является результатом ледниковой эрозии.

## Флора и фауна
Флора парка типична для Огненной Земли, и представлена следующими основными видами:
- Субантарктическая флора:
  - Нотофагус антарктический,
  - Нотофагус карликовый[англ.][7],
  - Нотофагус берёзовый.
- По данным IUCN, на территории парка встречаются также следующие виды:
  - Барбарис самшитолистный,
  - Embothrium coccineum,
  - Дримис Винтера,
  - Водяника,
  - Empetrum rubrum,
  - Физалис обыкновенный,
  - Gaultheria mucronata,
  - Berberis darwinii[8].

Из фауны были интродуцированы:
- европейский кролик,
- Канадский бобр,
- Серая лисица.

Среди более чем 90 видов птиц наибольший интерес представляют:
- Патагонская казарка,
- Андская утка,
- Изумрудный попугай,
- Андский кондор,
- Тёмный кулик-сорока,
- Магелланов кулик-сорока[2][8][9][10].